# Kachowskaja
Kachowskaja (ros. Каховская) – stacja linii Bolszej Kolcewej metra moskiewskiego. Stacja została otwarta 11 sierpnia 1969 (w ramach linii Gorkowsko-Zamoskworieckiej), 7 grudnia 2021 w ramach linii Bolszej Kolcewej.
Stacja jest połączona ze stacją Siewastopolskaja na linii Sierpuchowsko-Timiriaziewskiej.